# Pauvres mais beaux
Série
Beaux mais pauvres
(1957)
Pour plus de détails, voir Fiche technique et Distribution.
Pauvres mais beaux (titre original : Poveri ma belli) est un film italien de comédie réalisé par Dino Risi en Italie en 1956 et en France en août 1959.
Il fait partie des 100 films italiens à sauver.
Il s'agit du premier volet d'un triptyque, qui se composera aussi de Beaux mais pauvres (Belle ma povere), sorti l'année suivante, et de Pauvres Millionnaires (Poveri milionari), sorti en 1959.

## Synopsis
L'amitié de Romolo (Maurizio Arena) et Salvatore (Renato Salvatori), deux garçons très intéressés par la gent féminine, est mise à rude épreuve par la rencontre de Giovanna (Marisa Allasio) : ils se disputent afin d'obtenir les faveurs de la belle qui finit par leur préférer un troisième larron, Ugo (Ettore Manni). Romolo et Salvatore finissent par se rendre compte qu'il est aussi possible et agréable de perdre la tête pour leurs sœurs respectives, Marisa (Lorella De Luca) et Anna Maria (Alessandra Panaro).

## Fiche technique
- Titre : Pauvres mais beaux
- Titre original : Poveri ma belli
- Réalisateur : Dino Risi
- Scénario et dialogues : Dino Risi ; Pasquale Festa Campanile ; Massimo Franciosa
- Image : Tonino Delli Colli
- Montage : Mario Serandrei
- Musique : Giorgio Fabor ; Piero Piccioni
- Producteur : Silvio Clementelli
- Sociétés de production : S.G.C. [fr] - Titanus [it]
- Noir et blanc
- Année : 1957
- Durée : 101 min

## Distribution
- Marisa Allasio : Giovanna
- Maurizio Arena : Romolo
- Renato Salvatori : Salvatore
- Alessandra Panaro : Anna Maria
- Lorella De Luca : Marisa
- Memmo Carotenuto : le conducteur de tramway
- Mario Carotenuto : Oncle Mario
- Virgilio Riento : le père de Giovanna
- Ettore Manni : Ugo
- Rossella Como : la petite amie d’Ugo
- Gildo Bocci : le père de Romolo
- Erminio Spalla : l'ami du père de Giovanna
- Lina Ferri : ?
- Carla Onofrio : ?
- Tina De Santis : ?
- Mario Ambrosino : ?